# Варденбурги
Варденбурги (нем. Wardenburg) — немецкий дворянский род, «наследственные» главные лесничие российского острова Эзель (ныне — Сааремаа, Эстония).

## История
Фамилия Варденбургов образована от названия одноименного города поблизости от Ольденбурга (северная Германия). Бернхард Дитрих Варденбург (1703—1788) был судебным чиновником в герцогстве Ольденбургском. Его сын, врач Якоб Варденбург (1769—1805) в 1800—1803 годах являлся сверхштатным профессором медицины в Геттингенском университете.
Вильгельм фон Варденбург (1781—1838) воевал против Наполеона в составе австрийской, русской и собственно ольденбургской армии, где достиг чина генерал-майора (1829).
Другие представители рода проживали в Дании (где некоторые из них служили офицерами в датской армии) и Саксонии, где Карл фон Варденбург (1853—1932) достиг чина генерал-лейтенанта (1903). Существуют также относящиеся к XIX столетию упоминания Варденбургов на Саксен-Веймарской службе. Встречается также информация, что в Баварии при короле Максимилиане I одному из Варденбургов было пожаловано баронское достоинство.
На российском острове Эзель проживали, занимая должности главных лесничих, Эрнст Христиан Людвиг фон Варденбург (1811—1886) и его сын, Евгений Фридрих Людвиг фон Варденбург (1843—1920). Варденбурги были занесены в матрикул Эзельского рыцарства в 1849 году. Также Варденбурги были признаны в дворянском достоинстве в Дании (в 1829 году) и нескольких германских государствах.
Существует информация, что офтальмолог и генетик Петрус Йоханнес Варденбург (1886—1879), чьим именем назван синдром Варденбурга, принадлежал к нидерландской ветви той же семьи.

## Описание герба
В голубом щите с серой каймой, прибитой шестью золотыми гвоздями, золотая ветка дуба, в столб, с тремя вверху желудями и двумя под ними листьями.
Щит увенчан повернутым некоронованным дворянским шлемом. Намет — голубой холм, с произрастающей из него золотой веткой дуба, с тремя вверху желудями и двумя под ними листьями. Намет голубой с золотом.